# Diócesis de Jhabua
La diócesis de Jhabua (en latín: Dioecesis Jhabuensis y en inglés: Roman Catholic Diocese of Jhabua) es una circunscripción eclesiástica de la Iglesia católica en India. Se trata de una diócesis latina, sufragánea de la arquidiócesis de Bhopal. Desde el 6 de mayo de 2021 es sede vacante y su administrador diocesano es el presbítero Peter Kharadi.

## Territorio y organización
La diócesis tiene 21 366 km² y extiende su jurisdicción sobre los fieles católicos de rito latino residentes en 4 distritos del estado de Madhya Pradesh: Jhabua, Ratlam, Mandsaur, Neemuch y el tehsil de Sardarpur en el distrito de Dhar.
La sede de la diócesis se encuentra en la ciudad de Jhabua, en donde se halla la Catedral de la Anunciación.
En 2021 en la diócesis existían 32 parroquias.

## Historia
La diócesis fue erigida el 25 de marzo de 2002 con la bula Ecclesiae universae del papa Juan Pablo II, obteniendo el territorio de las diócesis de Indore y Udaipur.

## Estadísticas
Según el Anuario Pontificio 2022 la diócesis tenía a fines de 2021 un total de 48 617 fieles bautizados.
| Año                                                                             | Población            | Población | Población      | Sacerdotes | Sacerdotes    | Sacerdotes    | Bautizados por sacerdote | Diáconos permanentes | Religiosos | Religiosos | Parroquias |
| Año                                                                             | Bautizados católicos | Total     | % de católicos | Total      | Clero secular | Clero regular | Bautizados por sacerdote | Diáconos permanentes | Varones    | Mujeres    | Parroquias |
| ------------------------------------------------------------------------------- | -------------------- | --------- | -------------- | ---------- | ------------- | ------------- | ------------------------ | -------------------- | ---------- | ---------- | ---------- |
| 2002                                                                            | 30 360               | 4 143 251 | 0.7            | 46         | 29            | 17            | 660                      |                      | 19         | 174        | 25         |
| 2003                                                                            | 30 987               | 4 023 251 | 0.8            | 51         | 30            | 21            | 607                      |                      | 26         | 207        | 29         |
| 2004                                                                            | 31 213               | 4 087 516 | 0.8            | 51         | 30            | 21            | 612                      |                      | 26         | 211        | 29         |
| 2006                                                                            | 32 202               | 4 216 482 | 0.8            | 52         | 29            | 23            | 619                      |                      | 28         | 208        | 29         |
| 2013                                                                            | 38 947               | 5 535 306 | 0.7            | 67         | 45            | 22            | 581                      |                      | 26         | 211        | 30         |
| 2016                                                                            | 40 836               | 5 987 595 | 0.7            | 71         | 49            | 22            | 575                      |                      | 26         | 212        | 32         |
| 2019                                                                            | 48 150               | 6 237 400 | 0.8            | 77         | 55            | 22            | 625                      |                      | 25         | 228        | 32         |
| 2021                                                                            | 48 617               | 6 701 730 | 0.7            | 84         | 62            | 22            | 578                      |                      | 25         | 230        | 32         |
| Fuente: Catholic-Hierarchy, que a su vez toma los datos del Anuario Pontificio. |                      |           |                |            |               |               |                          |                      |            |            |            |

## Episcopologio
- Chacko Thottumarickal, S.V.D. (25 de marzo de 2002-24 de octubre de 2008 nombrado obispo de Indore)
- Devprasad John Ganawa, S.V.D. (11 de mayo de 2009-21 de diciembre de 2012 nombrado obispo de Udaipur)
  - Sede vacante (2012-2015)
- Basil Bhuriya, S.V.D. † (18 de julio de 2015-6 de mayo de 2021 falleció)
  - Sede vacante (desde 2021)